# Ортаколь (озеро, Мендыкаринский район)
Ортаколь (каз. Ортакөл) — озеро в Узункольском районе Костанайской области Казахстана. Находится в 11 км к западу от села Речное (быв. свх им. Чапаева).
По данным топографической съёмки 1944 года, площадь поверхности озера составляет 5,54 км². Наибольшая длина озера — 3,9 км, наибольшая ширина — 2,3 км. Длина береговой линии составляет 11,2 км, развитие береговой линии — 1,33. Озеро расположено на высоте 155,5 м над уровнем моря.